# الولجة (سيدي علي بن حمدوش)
الولجة هي إحدى مشيخات المملكة المغربية، تتبع جغرافيا لإقليم الجديدة وإداريًا لسيدي علي بن حمدوش. يقدر عدد سكانها بـ 15165 نسمة حسب الإحصاء الرسمي للسكان والسكنى لسنة 2004.